# Волошки (Ровненская область)
Волошки (укр. Волошки) — село в Александрийской сельской общине Ровненского района Ровненской области Украины.
Население по переписи 2001 года составляло 215 человек. Почтовый индекс — 35320. Телефонный код — 362. Код КОАТУУ — 5624680403.

## Известные жители и уроженцы
В селе родился М. К. Александровский — деятель советских спецслужб.